# Sant Joan de Moró
Sant Joan de Moró település Spanyolországban, Castellón tartományban. Sant Joan de Moró L'Alcora, Borriol, Costur, Vilafamés és Castellón de la Plana községekkel határos. Lakosainak száma 3644 fő (2024).

## Népesség
A település népessége az elmúlt években az alábbi módon változott:
| Lakosok száma | 1842 | 1930 | 2375 | 2893 | 2938 | 3045 | 3043 | 3159 | 3307 | 3644 |
|               | 2001 | 2004 | 2006 | 2009 | 2011 | 2014 | 2016 | 2019 | 2021 | 2024 |